# Alchemilla venosula
Alchemilla venosula är en rosväxtart som beskrevs av Robert Buser. Alchemilla venosula ingår i släktet daggkåpor, och familjen rosväxter. Inga underarter finns listade i Catalogue of Life.